# Amor Electro
Amor Electro ist eine vierköpfige portugiesische Band, die sich 2010 um die Sängerin Marisa Liz nach ihrem Ausscheiden bei Donna Maria gegründet hat.

## Werdegang
Den ersten Auftritt bestritt die Gruppe bei der Weihnachtsgala des Fernsehsenders SIC, wo sie ihre Debütsingle A máquina (acordou) vorstellte. Das von Tiago Pais Dias produzierte Album erschien im April 2011. Es erreichte die Spitze der portugiesischen Verkaufscharts, in denen es über 60 Wochen lang geführt wurde.
Im September 2011 wurde die Band als Bester portugiesischer Act für die im November 2012 in Frankfurt am Main stattfindenden MTV Europe Music Awards 2012 nominiert. 2013 wurden sie mit dem European Border Breakers Award (EBBA) ausgezeichnet.

## Stil
Die Band verbindet Elemente elektronischer und klassischer Popmusik mit urbaner portugiesischer Musik, sowohl musikalisch als auch textlich und ihrem Auftreten. Insbesondere die Sängerin nimmt häufig Bezug zum Fado. Die Band sucht anglo-amerikanische Pop-Traditionen mit Musiktraditionen Portugals zu verbinden.

## Diskografie
Alben
- Cai o carmo e a trindade (2011)
- Яevolução (2013)
- #4 (2018)

Singles
- A máquina (acordou) (2011)
- Rosa sangue (2011)
- Só é fogo se queimar (2013)
- A nossa casa (2013)
- Mar salgado (2014)
- Juntos somos mais fortes (2016)
- Sei (featuring Pité, 2016)